# キャロル・ドリンクウォーター
キャロル・ドリンクウォーター（Carol Drinkwater,  1948年4月22日 - ）は、イギリス出身の女優、脚本家である。

## 来歴
1948年、イギリスロンドンに生まれる。その後アイルランドで育った。英国の名門ロイヤル・ナショナル・シアターでローレンス・オリヴィエに師事し、その後女優としてキャリアをスタートさせてからは様々なテレビドラマや映画へ出演した。1971年にスタンリー・キューブリック監督の異色作『時計じかけのオレンジ』で映画デビュー。1976年には、『キング・コング』のパロディでもあるカルト映画『クィーン・コング』へも出演。
1980年代は主にテレビを中心に活動を続けていたが、1990年に出演したフランスとオーストラリア合作映画『ファーザー』で久々に映画へ復帰。同作品ではマックス・フォン・シドーやジュリア・ブレイクらと共演し、戦時中のナチス戦犯が疑われる父親に翻弄される娘を演じて印象を残した。同作品はかつて日本でも衛星放送で放映された。2000年を最後に女優業からは遠ざかっているが、2012年にはフランスのドキュメンタリー『La route des oliviers』で脚本も手がけている。

### 私生活
既婚であり、フランス出身のプロデューサー、Michel Nollと結婚している。

## 出演作品

### 映画
- 時計じかけのオレンジ A Clockwork Orange (1971)
- クィーン・コング Queen Kong (1976)
- Joseph Andrews (1977) ※ノークレジット
- ザ・シャウト/さまよえる幻響 The Shout (1978)
- ファーザー Father (1990)
- 恋する予感 An Awfully Big Adventure (1995)
- Coming Home (1998) ※テレビ映画
- Magneto (1998)

### テレビドラマ
- Public Eye (1971)
- サム Sam (1975)
- 禁断の関係 愛と憎しみのブーケ Bouquet of Barbed Wire (1976)
- Bill Brand (1976)
- Softly Softly: Task Force (1976)
- Another Bouquet (1977)
- ラッフルズ Raffles (1977)
- ロンドン特捜隊スウィーニー The Sweeney (1978)
- All Creatures Great and Small (1978 - 1985)
- Lady Killers (1981)
- ロアルド・ダール劇場 予期せぬ出来事 Tales of the Unexpected (1982)
- アガサ・クリスティ・アワー The Agatha Christie Hour (1982)
- Chocky (1984)
- Chocky's Children (1985)
- Golden Pennies (1985)
- The Haunted School (1987)
- キャプテン・ジェームズ・クック Captain James Cook (1988)
- The Play on One (1989)
- A Mind to Kill (1997)
- Peak Practice (2000)
- Casualty (2000)

## 参照
1. 1 2  “Carol Drinkwater Biography”. 2014年7月31日閲覧。